# Murray-Darling-Becken

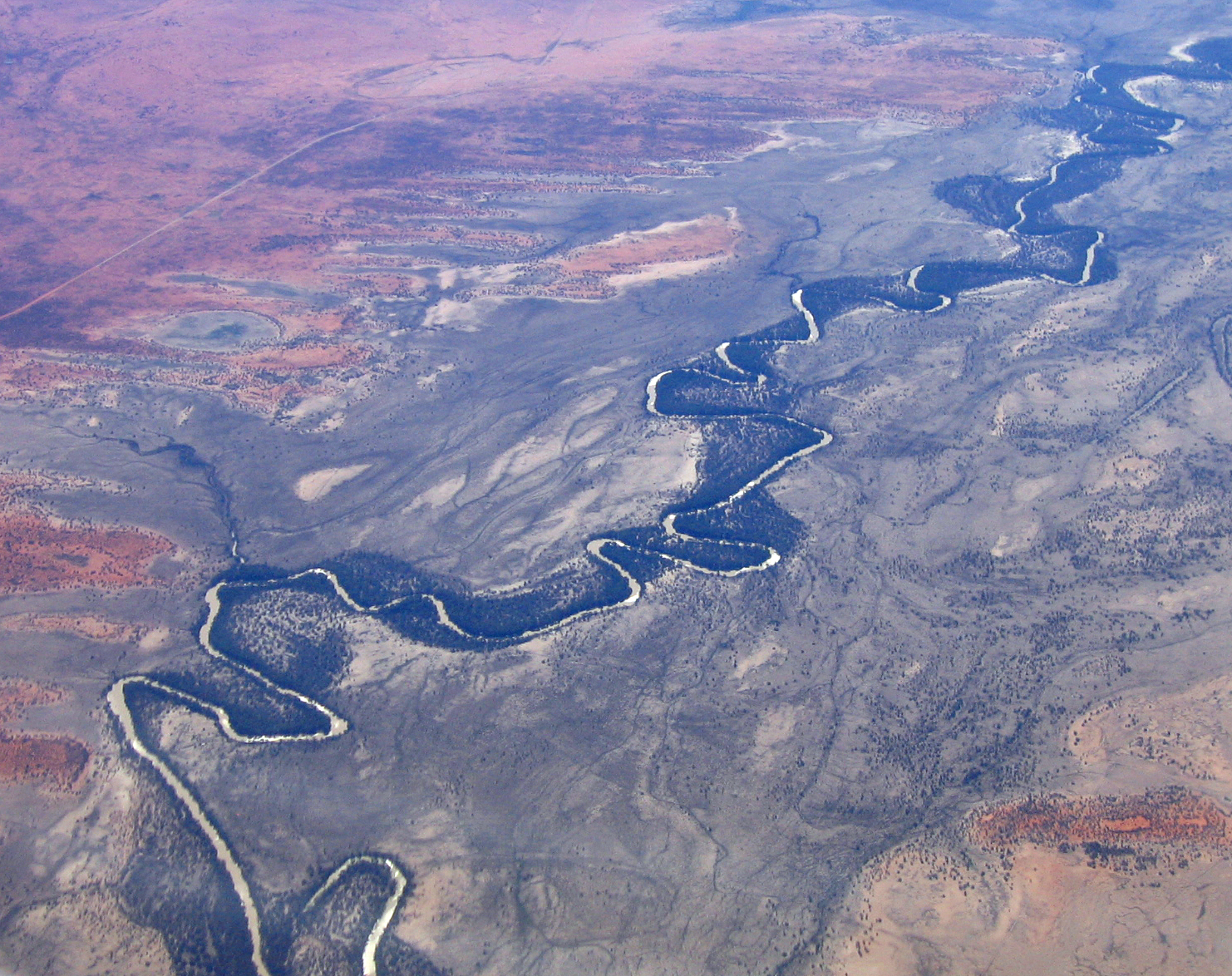
Darling River bei Menindee

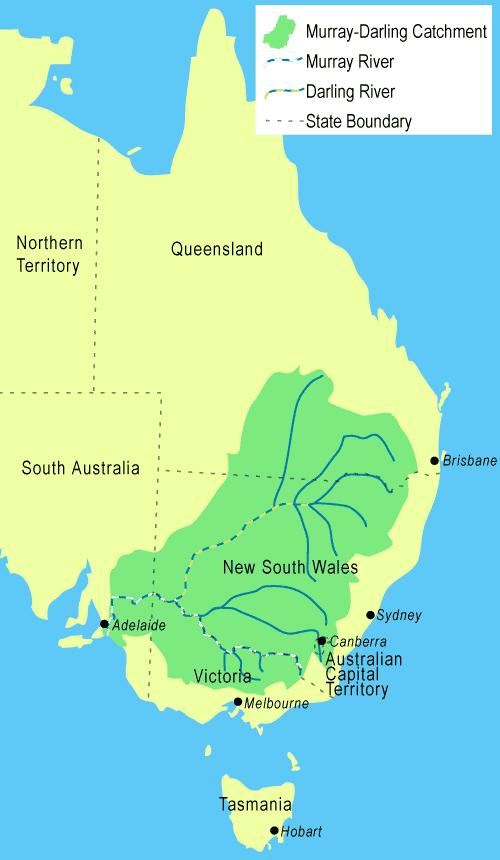
Karte des Murray-Darling-Beckens

Das Murray-Darling-Becken ist Australiens größtes Flusssystem in einem Sedimentbecken und zugleich die größte fruchtbare Region im Südosten des Kontinents. Die Fläche beträgt etwa 1.040.000 km².
Es ist jedoch auch ein Gebiet mit hohem kulturgeschichtlichem und ökologischem Wert. Das Becken ist nach den beiden bedeutendsten Flüssen, die es entwässern, dem Murray River und dem Darling River, benannt.

## Lage
Das Murray-Darling-Becken umfasst den Süden von Queensland, den größten Teil von New South Wales und den nördlichen Teil von Victoria; das Mündungsgebiet mit dem Lake Alexandrina liegt im Bundesstaat Südaustralien. Die Höhenlagen sind im Becken relativ einheitlich verteilt und variieren zwischen 0 und 100 m. Zwischen dem Großen Artesischen und dem Murray-Darling-Becken befindet sich ein aus den Ebenen herausragender Grundgebirgssporn, der Höhen über 1000 m erreicht. Dieser Gebirgssporn zählt zum alten Grundgebirgskomplex, aus dem auch der überwiegende Teil des Westaustralischen Tafellandes aufgebaut ist. Im Osten und Südosten wird das Murray-Darling-Becken durch die Great Dividing Range, Australiens bedeutendsten Gebirgszug, begrenzt.

## Fischfauna
Im Murray-Darling-Becken leben etwa vierzig australische Fischarten. Darunter sind ein Dutzend Arten für diese Gewässer endemisch, wie der „Murray Cod“ oder der „Silver Perch“. Die Arten haben sich an die speziellen Umweltbedingungen, wie unregelmäßige Überflutungen und unterschiedlich lange Trockenzeiten, angepasst. Mehr als die Hälfte dieser Arten ist jedoch bedroht. 2001 schätzte eine Expertenkommission, dass die Anzahl der einheimischen Fische im Vergleich zu der Zeit vor der Besiedlung durch Europäer um 90 % zurückgegangen ist. Der Rückgang wird auf veränderte Fließbedingungen, thermische Verschmutzung, Fischbarrieren, Habitatzerstörung, veränderte Wasserqualität und das Einsetzen von etwa einem Dutzend fremdartiger Fischarten zurückgeführt, darunter der Karpfen. In letzter Zeit ist es vermehrt zu Fischsterben gekommen. Viel Wasser wird zur Bewässerung genutzt, etwa für den Baumwoll- und Reisanbau, was die Folgen von Dürren zusätzlich verstärkt.

## Nutzung
42 % der landwirtschaftlichen Nutzflächen Australiens liegen im Murray-Darling-Becken. Auf diesen Flächen werden 40 % der Nahrungsmittel des Landes erzeugt. Durch den Klimawandel sei jedoch auch die das Becken durchfließende Wassermenge rückläufig, was zu Ernteausfällen und Trockenheiten führen könne. Dies stellt der Weltklimarat IPCC in einem Bericht von 2007 über das Murray-Darling-Becken fest, der von einer Wasserabnahme von zehn bis 25 Prozent spricht.

## Murray-Darling Basin Authority
Ein neues nationales Wassergesetz aus dem Jahr 2007 sah die Schaffung der Murray-Darling Basin Authority (MDBA) vor. Die unabhängige Behörde soll die gerechte Nutzung des Wassers im Murray-Darling-Becken durch die Bundesstaaten Queensland, New South Wales, Australian Capital Territory, Victoria und South Australia regeln. Die Behörde erarbeitet Pläne, die eine faire und nachhaltige Nutzung des Wassers regelt.
Bewohner an den Unterläufen der beiden Flüsse kritisierten die Behörde Ende der 2010er Jahre stark. Die Murray-Darling Basin Authority teile den großen Agrarunternehmen in Queensland, die Baumwolle und Reis anpflanzen, entgegen ihren eigenen Grundsätzen zu viel Wasser zu. Die Behörde habe versagt: Am Unterlauf sei der Fluss ausgetrocknet, die Bevölkerung leide unter Wassermangel und Tiere – Vieh, Wildtiere und Millionen von Fischen – würden verenden. Eine von der Regierung von South Australia in Auftrag gegebene Untersuchung bestätigte viele der Vorwürfe. Die Regierung und die MDBA wiesen die Kritik aber zurück und begründeten die Probleme vor allem durch die großen Dürren.